# Monika Bachowska
Monika Zuzanna Bachowska (ur. 18 maja 1970 w Jarosławiu) – polska dyrygentka, chórmistrz, pedagog, dr hab. sztuk muzycznych, profesor nadzwyczajna Krakowskiej Akademii im. Andrzeja Frycza Modrzewskiego.

## Życiorys
Ukończyła Państwową Szkołę Muzyczną I st. w Jarosławiu w klasie skrzypiec, naukę kontynuowała w Liceum Muzyczne w Przemyślu w klasie skrzypiec Andrzeja Gurana. Studiowała w Akademii Muzycznej w Krakowie, gdzie uzyskała tytuł magistra sztuki w zakresie prowadzenia zespołów wokalnych, wokalno - instrumentalnych w 1996r. Obroniła pracę doktorską w 2004 roku, 14 kwietnia 2016 habilitowała się na podstawie pracy zatytułowanej Koncert monograficzny Macieja Małeckiego. Płyta CD Lusławickiej Orkiestry Talentów. Piastuje funkcję profesora nadzwyczajnego w Krakowskiej Akademii im. Andrzeja Frycza Modrzewskiego.

## Przebieg pracy zawodowej
Jako śpiewaczka i dyrygentka w latach 1998–2011 współpracowała z Chórem Polskiego Radia w Krakowie. Kilkakrotnie przygotowywała Orkiestrę CORda Cracovia na festiwal „Wawel o zmierzchu”, prowadziła orkiestrę Sinfonietta Cracovia (2014), dwukrotnie (2014, 2015) orkiestrę Filharmonii Krakowskiej, a także Orkiestrę UMFC w Białymstoku (2018, 2022). Na zamówienie Festiwalu Muzyki Filmowej w Krakowie stworzyła FMF Youth Orchestra – zespół złożony z najzdolniejszych uczniów krakowskich szkół muzycznych oraz Akademii Muzycznej, który pod jej batutą wystąpił wielokrotnie na scenie tego międzynarodowego festiwalu wykonując m.in. muzykę do Star Wars, bajek Disneya, Johna Barry lub współpracując z Dynamic Music Partners - kolektywem kompozytorskim tworzącym muzykę filmową dla Warner Bros. Od 1998 roku prowadzi Młodzieżową Orkiestrę Kameralną Fresco Sonare, wykonującą kompozycje różnych epok oraz gatunków muzycznych, a od 2015 – Chór Insieme. Od roku 2012 prowadzi Lusławicką Orkiestrę Talentów w ramach programu edukacyjnego w Europejskim Centrum Muzyki Krzysztofa Pendereckiego w Lusławicach.
Jako dyrygentka współpracowała z takimi postaciami świata muzyki jak: Krzysztof Penderecki, Maciej Małecki, Andrzej Zarycki, Maciej Zieliński, Tadeusz Strugała, Marek Moś, Łukasz Borowicz, Paul Esswood, Jorge Cardoso, Kaja Danczowska, Elżbieta Stefańska, Daniel Stabrawa, Agata Szymczewska,  Klaudiusz Baran, Tomasz Strahl.
W dorobku posiada również nagrania dla Programu 2 Polskiego Radia.

## Nagrody i wyróżnienia
- 2008: Nagroda Prezydenta Miasta Krakowa[3]
- 2017: Brązowy Medal „Zasłużony Kulturze Gloria Artis”[3]
- 2018: Odznaka „Honoris Gratia” zasłużony dla Miasta Krakowa[3]